# Список водопадов Сочи
Водопа́ды Со́чи — перечисление водопадов на территории города Сочи, Краснодарский край, Россия.

## Общие сведения
Общее число водопадов на административной территории Сочи — более 70. Большинство их расположено в Сочинском национальном парке.

## Этимология названий
Большинство водопадов Сочи имеют либо названия местного происхождения, в основном адыгейские и абхазские, либо поздние русские.

## Хостинский район
- Агурские водопады
- водопад Ажек
- Змейковские водопады
- Мацестинские (Семёновские) водопады
- Ореховский водопад
- водопады Ушха

## Адлерский район
- Безымянный водопад
- водопад Девичьи слёзы
- водопад Дзыхра
- Ивановский водопад
- Изумрудные водопады
- водопад Пасть дракона (Глубокий Яр)

### Красная Поляна
- Ачипсинские водопады (водопады Братья)
- водопад Кейва
- водопад Поликаря

## Лазаревский район
- 33 водопада
- водопады Берендеево царство
- водопад Бзогу
- водопад Водолей
- Игристый водопад
- водопад Капибге
- водопады Мамедова щель
- водопад Мафапэ
- Мецкетские (Киетские) водопады
- Молочный водопад
- водопады Наджиго
- водопады Псыдах и Шапсуг
- Самшитовые водопады
- Свирские водопады
- водопад Чудо-красотка

## Центральный район
- Кутаркинские (Пластунские) водопады